# Silvia Di Pietro
Silvia Di Pietro (Roma, 6 de abril de 1993) es una deportista italiana que compite en natación.
Ganó nueve medallas en el Campeonato Mundial de Natación en Piscina Corta entre los años 2014 y 2024, tres medallas en el Campeonato Europeo de Natación entre los años 2016 y 2022, y dieciséis medallas en el Campeonato Europeo de Natación en Piscina Corta entre los años 2008 y 2023.
Participó en los Juegos Olímpicos de Río de Janeiro 2016, ocupando el sexto lugar en la prueba de 4 × 100 m libre.

## Palmarés internacional
| Campeonato Mundial en Piscina Corta | Campeonato Mundial en Piscina Corta | Campeonato Mundial en Piscina Corta | Campeonato Mundial en Piscina Corta |
| Año                                 | Lugar                               | Medalla                             | Prueba                              |
| ----------------------------------- | ----------------------------------- | ----------------------------------- | ----------------------------------- |
| 2014                                | Doha (Catar)                        | Medalla de bronce                   | 4 × 100 m libre                     |
| 2014                                | Doha (Catar)                        | Medalla de bronce                   | 4 × 50 m estilos mixto              |
| 2016                                | Windsor (Canadá)                    | Medalla de plata                    | 50 m libre                          |
| 2016                                | Windsor (Canadá)                    | Medalla de plata                    | 4 × 100 m libre                     |
| 2016                                | Windsor (Canadá)                    | Medalla de plata                    | 4 × 50 m estilos                    |
| 2016                                | Windsor (Canadá)                    | Medalla de bronce                   | 4 × 50 m libre                      |
| 2021                                | Abu Dabi (EAU)                      | Medalla de bronce                   | 4 × 50 m estilos mixto              |
| 2022                                | Melbourne (Australia)               | Medalla de plata                    | 4 × 50 m estilos mixto              |
| 2024                                | Budapest (Hungría)                  | Medalla de oro                      | 4 × 50 m libre mixto                |
| Campeonato Europeo                  |                                     |                                     |                                     |
| Año                                 | Lugar                               | Medalla                             | Prueba                              |
| 2016                                | Londres (Reino Unido)               | Medalla de plata                    | 4 × 100 m libre                     |
| 2021                                | Budapest (Hungría)                  | Medalla de bronce                   | 4 × 100 m libre mixto               |
| 2022                                | Roma (Italia)                       | Medalla de plata                    | 4 × 100 m estilos mixto             |
| Campeonato Europeo en Piscina Corta |                                     |                                     |                                     |
| Año                                 | Lugar                               | Medalla                             | Prueba                              |
| 2008                                | Rijeka (Croacia)                    | Medalla de bronce                   | 4 × 50 m estilos                    |
| 2013                                | Herning (Dinamarca)                 | Medalla de plata                    | 4 × 50 m libre mixto                |
| 2015                                | Netanya (Israel)                    | Medalla de oro                      | 4 × 50 m libre                      |
| 2015                                | Netanya (Israel)                    | Medalla de oro                      | 4 × 50 m libre mixto                |
| 2015                                | Netanya (Israel)                    | Medalla de oro                      | 4 × 50 m estilos mixto              |
| 2015                                | Netanya (Israel)                    | Medalla de bronce                   | 50 m mariposa                       |
| 2015                                | Netanya (Israel)                    | Medalla de bronce                   | 4 × 50 m estilos                    |
| 2019                                | Glasgow (Reino Unido)               | Medalla de plata                    | 4 × 50 m estilos                    |
| 2021                                | Kazán (Rusia)                       | Medalla de plata                    | 4 × 50 m libre mixto                |
| 2021                                | Kazán (Rusia)                       | Medalla de plata                    | 4 × 50 m estilos mixto              |
| 2021                                | Kazán (Rusia)                       | Medalla de bronce                   | 50 m mariposa                       |
| 2021                                | Kazán (Rusia)                       | Medalla de bronce                   | 4 × 50 m estilos                    |
| 2023                                | Otopeni (Rumania)                   | Medalla de oro                      | 4 × 50 m estilos mixto              |
| 2023                                | Otopeni (Rumania)                   | Medalla de plata                    | 4 × 50 m libre                      |
| 2023                                | Otopeni (Rumania)                   | Medalla de plata                    | 4 × 50 m estilos                    |
| 2023                                | Otopeni (Rumania)                   | Medalla de plata                    | 4 × 50 m libre mixto                |